# Takushiro Hattori

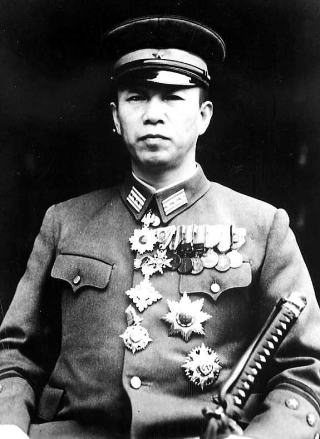
Takushiro Hattori (vor 1945)

Takushiro Hattori (jap. 服部 卓四郎 Hattori Takushirō; * 2. Januar 1901 in Tsuruoka in der Präfektur Yamagata; † 30. April 1960) war Offizier der Kaiserlich Japanischen Armee und Regierungsbeamter. Während des Zweiten Weltkriegs war er abwechselnd Chef der Operationsabteilung des Generalstabs der Armee sowie Sekretär von Premierminister Hideki Tojo. Nach Kriegsende diente er der japanischen Nachkriegsregierung als Berater in militärischen Angelegenheiten.

## Ausbildung
Takushiro Hattori wurde am 2. Januar 1901 in Tsuruoka, einer Stadt in der japanischen Präfektur Yamagata, geboren. Nach Abschluss seiner Ausbildung an der Kaiserlichen Militärakademie im Jahr 1922 schrieb er sich an der japanischen Kriegsakademie ein, welche er 1930 erfolgreich abschloss. Im Jahr 1935 reiste er nach Afrika, wo er während der italienischen Invasion in Äthiopien (Abessinienkrieg) als Beobachter des japanischen Militärs fungierte. Nach seiner Rückkehr nach Japan trat er in das Generalstabsamt der Armee ein und wurde mit der Mobilisierung beauftragt.
In den späten 1930er Jahren wurde Hattori zum Oberstleutnant befördert und wurde Leiter der Operationsabteilung der Kwantung-Armee. In dieser Funktion war er eine der treibenden Kräfte hinter den Ereignissen, die die erfolglose Schlacht am Chalkhin Gol gegen die Sowjetunion auslösten.

## Zweiter Weltkrieg
Nach Beförderung zum Oberst und Chef der Operationsabteilung des Generalstabs des Heeres im Jahr 1941 spielte Hattori eine Schlüsselrolle bei der Planung der japanischen Eroberung der westlichen Gebiete in den ersten Jahren des Pazifikkriegs. Im Dezember 1942 trat er kurzzeitig von dieser Position zurück und wurde Sekretär des Heeresministers Tojo, der gleichzeitig Premierminister war. Im Oktober 1943 kehrte Hattori in den Generalstab des Heeres zurück, um seine vorherige Position als Chef der Operationsabteilung wieder einzunehmen und die Operation Ichi-gō zu planen. In der Folgezeit blieb er in dieser Position, bis ein Konflikt mit dem Büro für militärische Angelegenheiten des Heeres zu seiner Versetzung zu einem Regimentskommando in China führte.

## Nachkriegsjahre
Im besetzten Japan war Hattori mit der G2-Division verbunden, die unter Generalmajor Charles A. Willoughby für die Demobilisierung und das Verfassen der Kriegsgeschichte von Douglas MacArthur zuständig war.
Nach der Gründung der Nationalen Polizeireserve, der ersten militärischen Einrichtung Japans nach dem Krieg, wurde Hattori der führende ehemalige Offizier der so genannten "Hattori-Gruppe", die versuchte, den Generalstab der neuen Truppe zu bilden. Hattori wurde nie in diese Truppe oder ihre Nachfolgeorganisation, die Japanische Selbstverteidigungsarmee, berufen, aber einige seiner Mitarbeiter, wie Oberst Kumao Imoto, dienten in ihr.
Ab 1953 schrieb er Dai Toa Senso Zenshi (大東亜戦争全史, Die vollständige Geschichte des Großen Ostasiatischen Krieges), eine groß angelegte Militärgeschichte des Pazifikkrieges.

## Mutmaßlicher Putschversuch
In den Nachkriegsjahren wurde sein Name in CIA-Dokumenten als Beteiligter an einem Plan zur Ermordung des japanischen Premierministers Shigeru Yoshida im Jahr 1952 erwähnt. Sein geplanter Mordanschlag sollte einem Staatsstreich der Nationalen Sicherheitsbehörde vorausgehen, bei dem ehemalige Militäroffiziere, von denen viele im Zuge der Nachkriegssäuberungen entlassen worden waren, die Kontrolle über die Regierung übernehmen sollten. Die Gruppe, zu der auch Masanobu Tsuji gehörte, sollte Ichiro Hatoyama oder Ogata Taketora als Premierminister einsetzen. Der Putschversuch wurde angeblich von Charles Willoughby, dem Leiter der G-2, unterstützt. Tsuji überzeugte Hattori, den angeblichen Putschversuch abzubrechen, da Yoshida der konservativen Liberalen Partei angehörte, die daraufhin endgültig desavouiert wurde, nachdem die USA ihre finanzielle Unterstützung eingestellt hatten.